# T9/10次列车
T9/10次列车是中国铁路运行于首都北京至西部直辖市重庆之间的特快旅客列车，现由中国铁路成都局集团重庆客运段北京车队负责客运任务，是往返两地唯一的特快列车，也是首趟往返两地的列车。列车使用3組25K型客车，沿京广铁路、陇海铁路、焦柳铁路、襄渝铁路运行，全程2073公里，途经北京、河北、河南、湖北、陕西、四川、重庆五省两市。其中北京西站至重庆西站运行24小时33分，使用车次为T9次；重庆西站至北京西站运行26小时5分，使用车次为T10次。

## 歷史

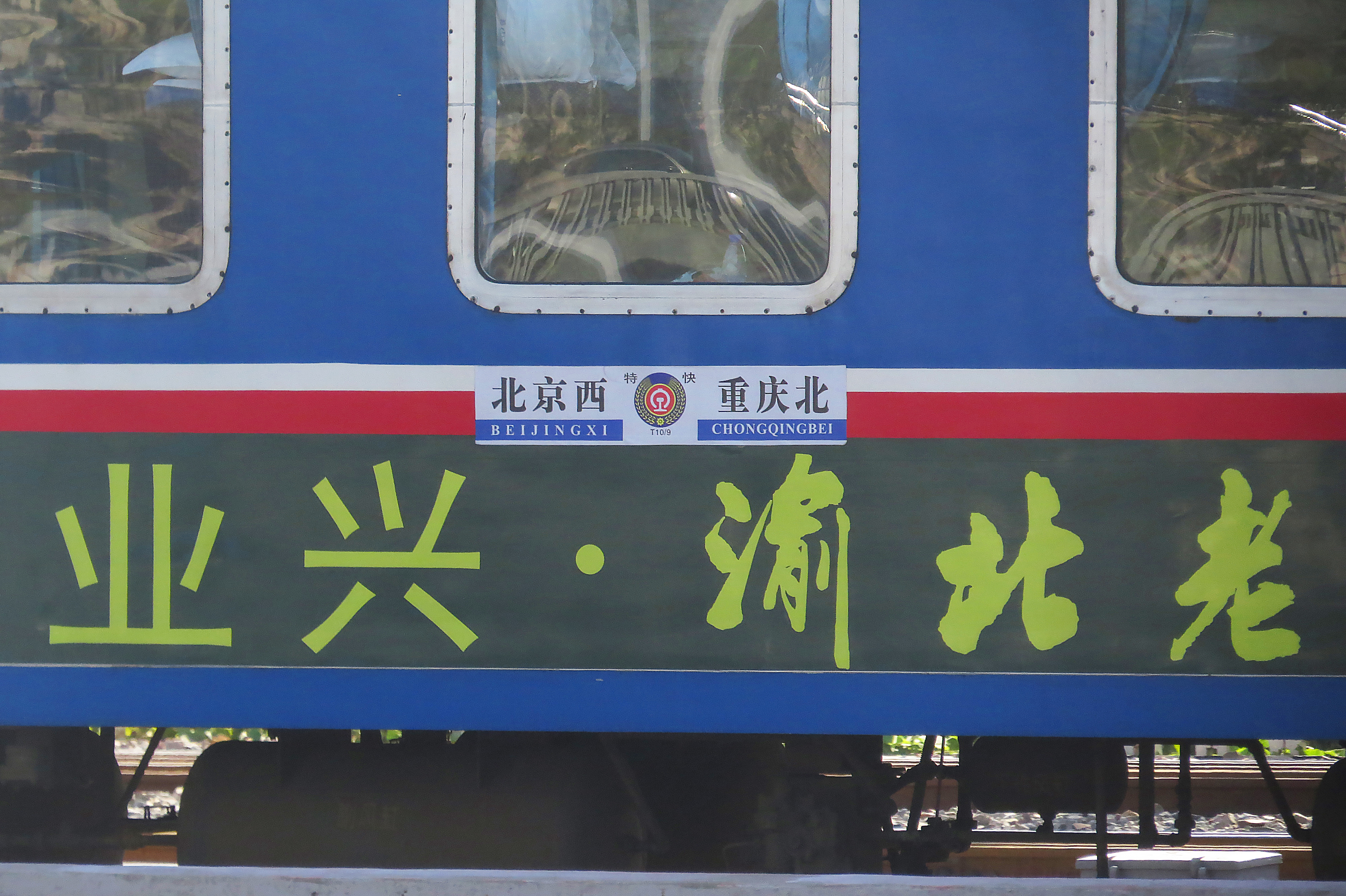
由“业兴·渝北老窖号”冠名的T9/10次列车（2015年10月）

T9/10次列车的前身為北京至西安的45/46次直通旅客快車，自1957年起開行。1958年11月9日，车次運行區間改為北京至重慶，成為重慶首班進京列車。首趟列车共有13节车厢，包括1节软卧、4节硬卧、6节硬座，全部都坐满了人。由于当时西南地区鐵路網絡欠發達，列车只能经成渝、宝成、陇海、京广線来往北京和重庆，全程行驶近2550公里，用时60小时27分。延长至重庆不足半年，列車經常超載運行，超载率达到80%～100%。当时乘务工作由成都列车段负责。
1961年，車次改為33/34次，由重庆列车段接手乘务工作。1965年4月，车次等級改為特別快車，車次改為19/20次，用时缩短至45小时。其後於1969年，車次改為9/10次。
1987年，9/10次列车不再绕經成渝、宝成線運行，改經襄渝線運行，运行时间再次压缩至32小时。
1996年1月21日，配合北京西站正式啟用，9/10次列車改為北京西站始發終到。
2000年10月21日，配合中國鐵路實行第三次大提速，9/10次列車更改車次為K9/10次。
2001年10月21日，配合中國鐵路實行第四次大提速，K9/10次列車升級為特快列车，並改為使用25K型客车，車次改為T9/10次。此时，列车运行时间缩短至25小时17分。
2012年3月18日，T9/10次列車改為重庆北站始發終到。
2019年7月10日，配合重庆北站南廣場改造工程，T9/10次列车改为重庆西站始发终到。

## 列车编组

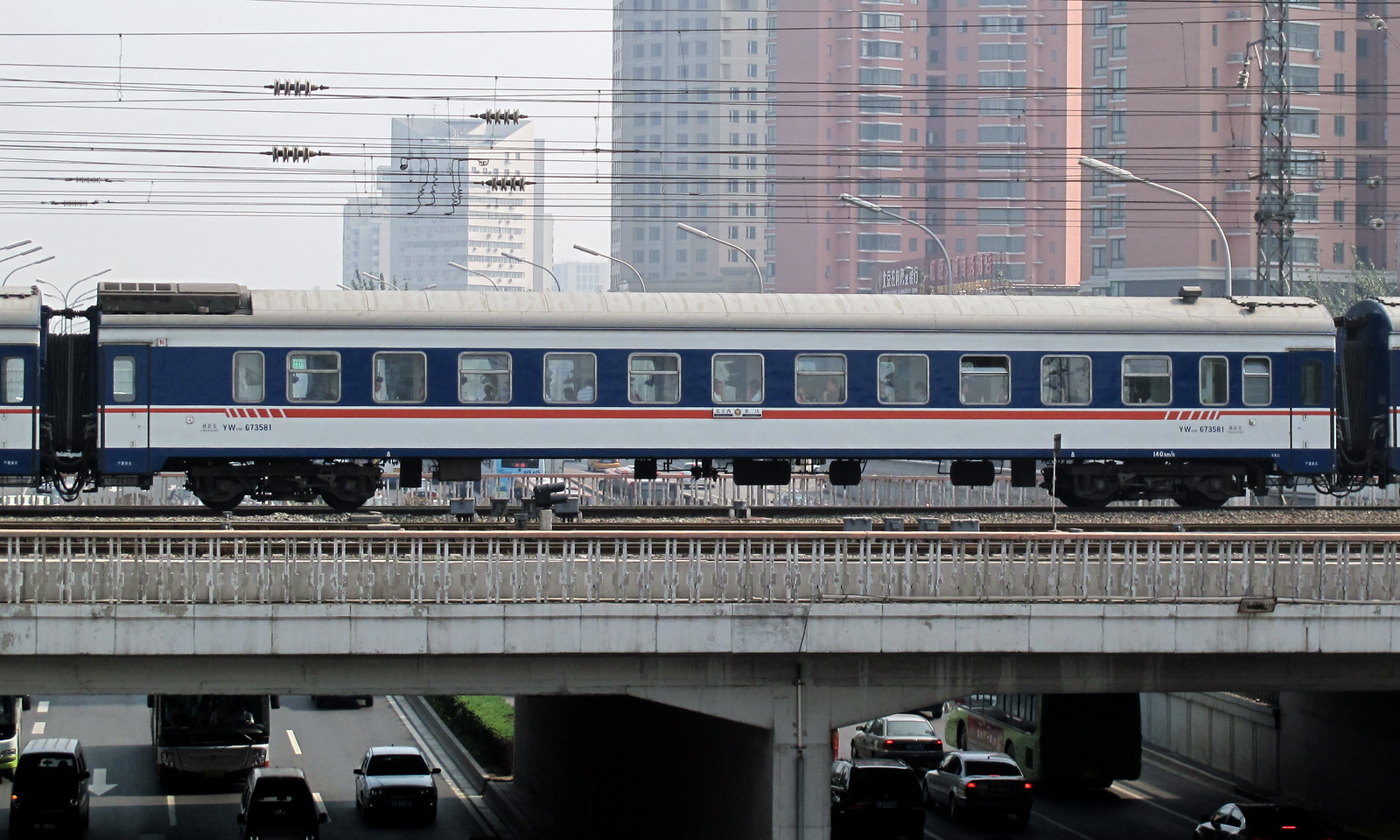
北京西至重庆北T9次特快列车使用长客厂制的YW25K硬卧车

T9/10次列车使用3组25K型空调客车，配屬中国铁路成都局集团重慶車輛段，列車滿編采取18节编组，其中硬座车7节、硬臥车6节、郵政车、空調發電车、餐车、軟臥车和行李車各1节。
| 车厢编号 | 1            | 2                | 3-9          | 10         | 11           | 12-17        | 18           |
| 车型     | UZ25K 邮政车 | KD25K 空调发电车 | YZ25K 硬座车 | CA25K 餐车 | RW25K 软卧车 | YW25K 硬卧车 | XL25K 行李车 |
| 配属     | 成局渝段     | 成局渝段         | 成局渝段     | 成局渝段   | 成局渝段     | 成局渝段     | 成局渝段     |

## 机车交路

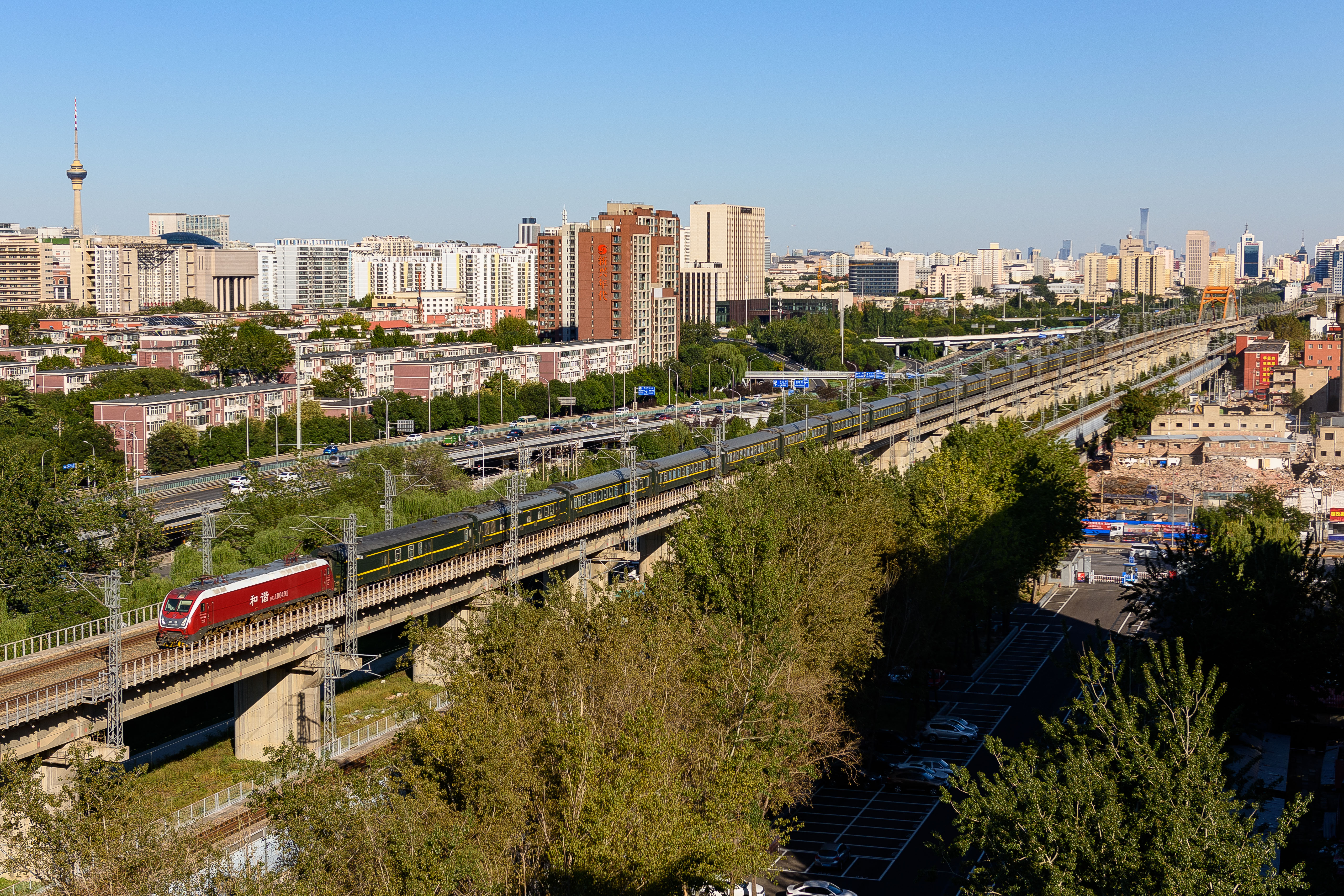
配属郑州机务段的和谐1D型电力机车第0491号牵引T9次列车通过西长线青塔蔚园段（2021年10月摄）

T9/10次列车由中国铁路郑州局集团有限公司郑州机务段使用和谐1D型电力机车担当北京西至郑州间机车交路，北京机务段石家庄运用车间与郑州机务段两段机车乘务员在石家庄站轮乘；郑州至襄阳由中国铁路武汉局集团有限公司襄阳机务段使用和谐3C型电力机车担当，郑州机务段与襄阳机务段两段机车乘务员在关林站轮乘；襄阳至重庆西由中国铁路成都局集团有限公司重庆机务段使用和谐3C型电力机车担当，襄阳机务段/安康机务段/重庆机务段三段机车乘务员分别在安康站与达州站轮乘。
| 车站区段               | 北京西 ↔ 郑州                                         | 郑州 ↔ 襄阳                                       | 襄阳 ↔ 重庆西                                               |
| 本务机车 配属 司机更替 | 和谐1D型电力机车 郑局郑段 石家庄/郑州司机在石家庄轮乘 | 和谐3C型电力机车 武局襄段 郑州/襄阳司机在关林轮乘 | 和谐3C型电力机车 成局重段 襄阳/安康/重庆司机在安康/达州轮乘 |

## 时刻表
- 数据截至2025年7月1日。

| T9次 | T9次   | T9次  | T9次  | 停靠站 | T10次 | T10次 | T10次  | T10次 |
| 里程 | 天数   | 到点  | 开点  | 停靠站 | 到点  | 开点  | 天数   | 里程  |
| ---- | ------ | ----- | ----- | ------ | ----- | ----- | ------ | ----- |
| 0    | 当天   | —     | 15:06 | 北京西 | 11:27 | —     | 第二天 | 2073  |
| —    | 当天   | ↓     | ↓     | 涿州   | 10:35 | 10:37 | 第二天 | 2009  |
| —    | 当天   | ↓     | ↓     | 保定   | 09:46 | 09:51 | 第二天 | 1927  |
| 281  | 当天   | 17:41 | 17:47 | 石家庄 | 08:26 | 08:32 | 第二天 | 1792  |
| —    | 当天   | ↓     | ↓     | 邢台   | 07:20 | 07:23 | 第二天 | 1683  |
| —    | 当天   | ↓     | ↓     | 邯郸   | 06:44 | 06:49 | 第二天 | 1631  |
| 502  | 当天   | 19:56 | 19:59 | 安阳   | ↑     | ↑     | 第二天 | —     |
| 609  | 当天   | 20:56 | 20:58 | 新乡   | ↑     | ↑     | 第二天 | —     |
| 689  | 当天   | 21:47 | 22:13 | 郑州   | 04:02 | 04:20 | 第二天 | 1384  |
| —    | 第二天 | ↓     | ↓     | 南阳   | 23:17 | 23:20 | 当天   | 1014  |
| 1188 | 第二天 | 04:32 | 04:47 | 襄阳   | 21:13 | 21:33 | 当天   | 885   |
| 1359 | 第二天 | 06:39 | 06:51 | 十堰   | 19:10 | 19:13 | 当天   | 714   |
| 1517 | 第二天 | 08:25 | 08:30 | 旬阳   | ↑     | ↑     | 当天   | —     |
| 1561 | 第二天 | 09:07 | 09:14 | 安康   | 16:07 | 16:17 | 当天   | 512   |
| 1712 | 第二天 | 11:04 | 11:06 | 万源   | 14:47 | 14:50 | 当天   | 361   |
| —    | 第二天 | ↓     | ↓     | 宣汉   | 13:50 | 13:52 | 当天   | 284   |
| 1837 | 第二天 | 12:42 | 12:48 | 达州   | 12:56 | 13:09 | 当天   | 236   |
| 1910 | 第二天 | 13:33 | 13:39 | 渠县   | 11:53 | 11:59 | 当天   | 163   |
| 1948 | 第二天 | 14:08 | 14:12 | 广安   | 11:18 | 11:24 | 当天   | 125   |
| 2073 | 第二天 | 15:39 | —     | 重庆西 | —     | 09:22 | 当天   | 0     |

## 事件
2023年8月13日，在北京开往重庆的T9次列车上（列车当时正运行在郑州站至襄阳站区间），一名孕妇突然出现临产症状。此时，乘务员和旅客一起在列车车厢内搭建起临时产房，帮助这名临盆旅客分娩，最终顺利诞下一名女婴。